# Modest Petrowitsch Mussorgski

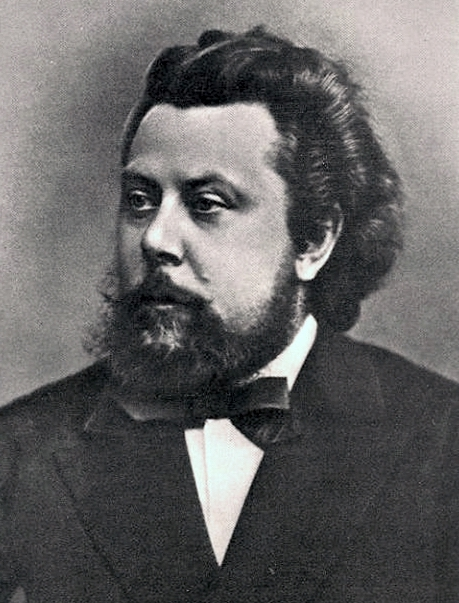
Mussorgski im Jahr 1870

Modest Petrowitsch Mussorgski (russisch Моде́ст Петро́вич Му́соргский, wiss. Transliteration Modest Petrovič Musorgskij; Betonung: Modést Petrówitsch Mússorgski [ˈmusərkskʲɪj] anhörenⓘ; * 9.jul. / 21. März 1839greg. in Karewo, Ujesd Toropez, Gouvernement Pskow, Russisches Kaiserreich; † 16.jul. / 28. März 1881greg. in Sankt Petersburg) war ein russischer Komponist. Er wurde hauptsächlich durch seine Opern sowie den Klavierzyklus Bilder einer Ausstellung bekannt und gilt als einer der eigenständigsten russischen Komponisten des 19. Jahrhunderts. Er starb im Alter von 42 Jahren an den Folgen einer jahrelangen Alkoholabhängigkeit. Viele seiner Werke blieben unvollendet.

## Biografie
Mussorgski stammte aus dem alten russischen Adelsgeschlecht Mussorgski, das auf die Smolensker Linie der Rurikiden zurückgeht, dessen Fürstentitel jedoch nach der litauischen Eroberung von Smolensk 1404 verloren ging. Als jüngster Sohn des wohlhabenden Landbesitzers Pjotr Mussorgski lernte Modest Mussorgski durch seine Mutter und eine deutsche Erzieherin das Klavierspiel. Im Alter von sieben Jahren beherrschte er bereits kurze Stücke von Franz Liszt und im Alter von neun Jahren spielte er vor einem zahlreichen Publikum in seinem Elternhaus ein Konzert von John Field. Im August 1849 begann er Klavierunterricht bei Anton Herke, einem Schüler von Adolf Henselt, und war Schüler an der renommierten Petrischule.

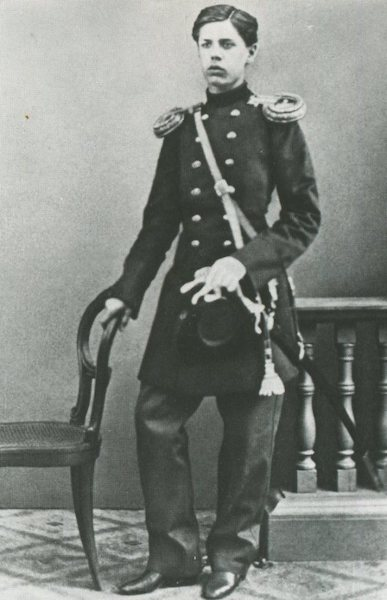
Mussorgski während seiner Zeit an der Kadettenschule, um 1856

Im Jahre 1852 trat er in die Kadettenschule in St. Petersburg ein, wo er sich besonders mit Geschichte und Philosophie beschäftigte. Er war dort auch Mitglied des Schulchors, und auf Anregung seines Religionslehrers, Pater Krupski, beschäftigte er sich zudem mit Bortnianski und weiterer russischer Kirchenmusik des frühen 19. Jahrhunderts. Zu diesem Zeitpunkt erschien auch seine erste Komposition: „Porte-enseigne Polka“, die seinen Mitschülern gewidmet war und auf Kosten seines Vaters gedruckt wurde. 1856 verließ er die Kadettenschule und trat dem Preobraschenski Leib-Garderegiment bei. Über Dargomyschski und César Cui lernte er Mili Balakirew kennen, von welchem er ersten formalen Unterricht in Musiklehre erhielt, der im Wesentlichen auf den großen Werken Ludwig van Beethovens, Franz Schuberts und Robert Schumanns gründete. Nach einer Krise verließ er am 17. Juli 1858 das Regiment, setzte die Zusammenarbeit mit Balakirew jedoch fort.
Ein Besuch in Moskau im Sommer 1859 bewegte ihn tief und machte ihn nach eigener Einschätzung vom Kosmopoliten zum Russen. Die Aufhebung der Leibeigenschaft im Jahre 1861 führte seine Familie in Schwierigkeiten, so dass er die nächsten zwei Jahre auf dem Land zubrachte, um seinen zwei Brüdern bei der Verwaltung des Familiengutes in Karewo zu helfen. Finanzielle Schwierigkeiten zwangen ihn jedoch bald dazu, sich in den Verwaltungsdienst des Zaren zu stellen. 1863 wurde er dazu in die Ingenieursabteilung des Ministeriums für Kommunikation berufen. Nach einer Beförderung im Dezember 1866 wurde er am 10. Mai 1867 jedoch schon wieder entlassen. Nach der Publikation von Tschernyschewskis Roman Was tun? waren neue Ideen in Russland populär geworden, und so lebte Mussorgski während dieser Zeit in einer „Kommune“ mit vier anderen jungen Männern: Mili Balakirew, César Cui, Alexander Borodin und Nikolai Rimski-Korsakow zusammen, wo er sich am regen Ideenaustausch über Kunst, Philosophie und Politik beteiligte. Die Gruppe wurde ironisch als Das Mächtige Häuflein oder als Gruppe der Fünf bezeichnet.
Außer Balakirew waren alle Musikliebhaber, also keine Berufsmusiker. Sie kämpften gegen den akademischen Professionalismus. Sie wollten aus dem Volkstum Russlands etwas Neues schaffen, ganz bewusst als Dilettanten. Diese Bewegung zerbrach daran, dass das Bürgertum keinerlei Verständnis für sie aufbrachte. Abgesehen von diesen äußeren, gesellschaftlichen Einflüssen starb 1865 Mussorgskis Mutter, was in ihm eine massive Phase von Alkoholmissbrauch auslöste – sein Bruder Filaret holte ihn unter Zwang aus der „Kommune“ heraus und ließ ihn bei sich auf dem Land wohnen.
Dort beschäftigte Mussorgski sich insbesondere mit Orchesterwerken. Aus dieser Zeit stammt die erste Fassung seiner sinfonischen Dichtung Eine Nacht auf dem kahlen Berge. Nach der Rückkehr nach St. Petersburg begann er die Oper Boris Godunow nach einem Theaterstück von Puschkin zu komponieren. Am 2. Januar 1869 kehrte er in den Staatsdienst zurück, diesmal innerhalb der Forstwirtschaftsabteilung des Ministeriums für Staatsbesitz. In gesicherten Verhältnissen kam er schnell mit dem Schreiben der Oper voran und stellte das Manuskript im Dezember desselben Jahres fertig. Vom Mariinski-Theater zurückgewiesen, überarbeitete er das Stück bis Juli 1872 noch einmal drastisch, doch auch diesmal hatte er keinen Erfolg. Allerdings wurden im Rahmen einer Benefiz-Veranstaltung auf Initiative einiger Sänger drei Szenen seines Werkes mit großem Erfolg vorgestellt. Dies führte schließlich dazu, dass auch die Intendanz des Mariinski-Theaters sich nicht länger querstellte, so dass es am 8. Februar 1874 zur Uraufführung von Boris Godunow kommen konnte. Zu dieser Zeit begann Mussorgski, heftig zu trinken; er sah bei sich selbst Symptome der Demenz. Dennoch wurde er vorläufig noch weiter in seiner Ministeriumslaufbahn befördert.
Im Juni 1874 schrieb er den Klavierzyklus Bilder einer Ausstellung, der durch eine Ausstellung der Zeichnungen und Bühnenentwürfe seines verstorbenen Freundes Wiktor Hartmann inspiriert war. Zur selben Zeit entstand der Liederzyklus Ohne Sonne nach Gedichten von Golenischtschew-Kutusow.

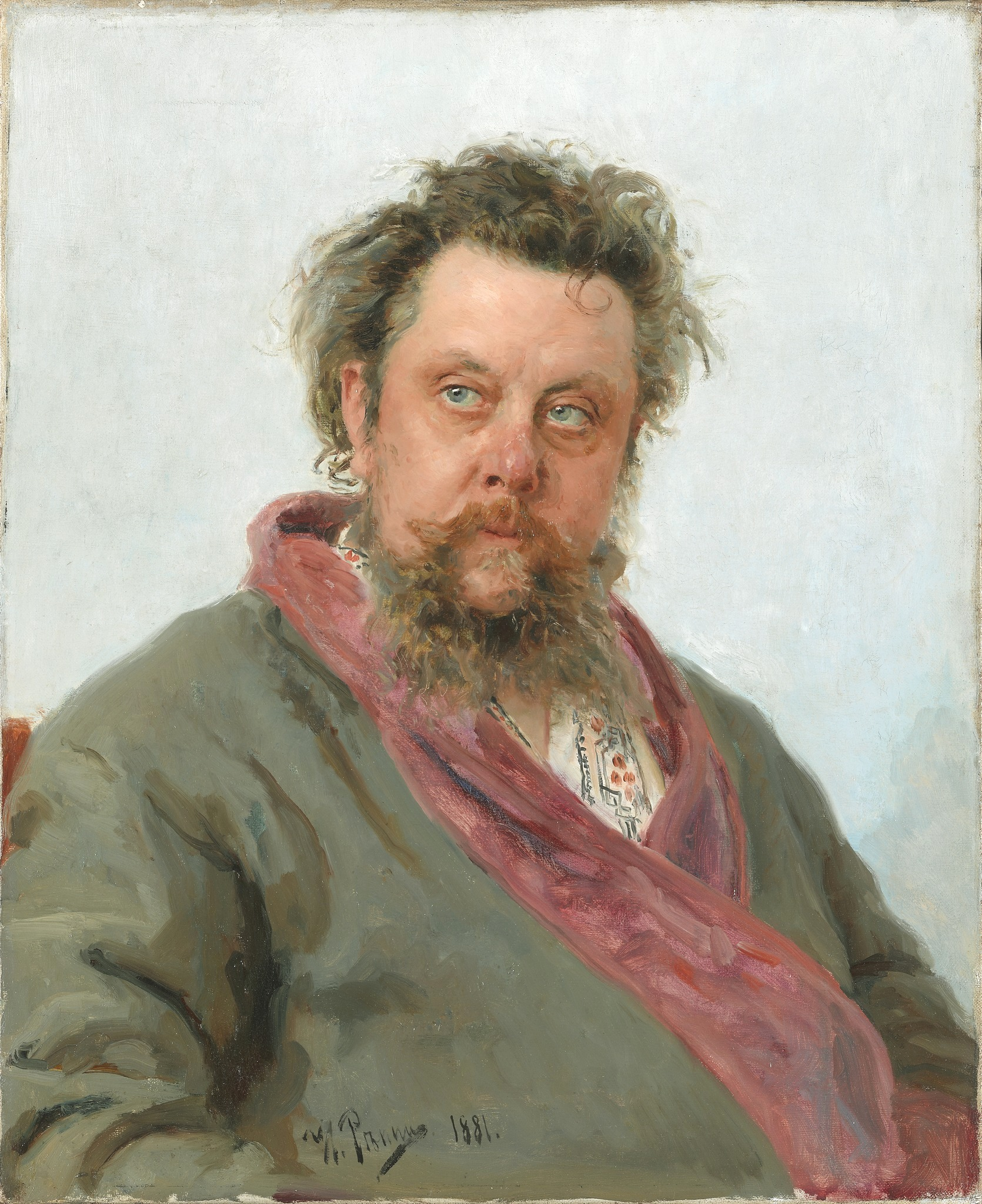
Porträt Mussorgskis kurz vor seinem Tod, gemalt von Ilja Repin im Jahr 1881

Zwischen März und April 1877 entstand eine weitere Reihe von Liedern zu Gedichten von Alexei Konstantinowitsch Tolstoi, die zum ersten Mal seine neue Kompositionstechnik verdeutlichten, bei der sich lyrischer Gesang und eine deklamatorische rezitativähnliche Sprache vereinen.
Im Jahre 1878 wechselte Mussorgski von der Forstwirtschaftsabteilung in die Revisionsabteilung, wo er in T. Filipow einen verständnisvollen Vorgesetzten fand, der ihm unter anderem Raum für eine dreimonatige Konzertreise zusammen mit der Altistin Daria Leonowa in die Ukraine, auf die Krim und zu Städten an Don und Wolga ließ.
Am 13. Januar 1880 musste Mussorgski den Staatsdienst wegen seiner Trunksucht verlassen, erhielt jedoch unter der Bedingung, dass er seine halbfertige Oper Chowanschtschina zu Ende bringe, eine Pension von 100 Rubel zugebilligt. Sowohl Chowanschtschina als auch die komische Oper Der Jahrmarkt von Sorotschinzy wurden jedoch nicht mehr fertiggestellt.
In seinem letzten Lebensjahr lebte er teilweise bei Daria Leonowa auf ihrem Landgut. Für sie arbeitete er als Begleiter und Theorielehrer in der von ihr gegründeten Musikschule in St. Petersburg. Am 23. Februar 1881 besuchte Mussorgski Leonowa noch einmal in verzweifelter Stimmung. Ihr zufolge glaubte er, aufgrund seiner verzweifelten finanziellen Lage nichts anderes mehr tun zu können, als zu betteln. Nach einem Krampfanfall am Abend desselben Tages und drei weiteren am folgenden Tag wurde er am 26. Februar in das Nikolai-Militärkrankenhaus eingeliefert. Nach einer scheinbaren Erholung Mitte März, während welcher Repin sein berühmtes Porträt malte, verstarb Mussorgski am 28. desselben Monats. Er liegt auf dem Tichwiner Friedhof des Alexander-Newski-Klosters in St. Petersburg begraben. Ihm zu Ehren tragen seit 1961 die Mussorgsky Peaks seinen Namen, zwei Berge auf der Alexander-I.-Insel in der Antarktis. Mussorgski wurde zudem auf einer modernen russischen Münze (aus Palladium) verewigt.

## Mussorgskis Stil und Ästhetik
In seinem letzten Lebensjahr schrieb Mussorgski eine autobiographische Skizze, die zwar in vielen Punkten Ungenauigkeiten aufweist, jedoch mit einer sehr klaren Stellungnahme zu seiner künstlerischen Position endet:

„Mussorgski kann in keine bestehende Gruppe von Musikern eingeordnet werden, sei es nach dem Charakter seiner Kompositionen oder nach seinen musikalischen Ansichten. Die Formel seines künstlerischen ‚Glaubensbekenntnisses‘ kann durch seine Ansicht über die Funktion der Kunst erklärt werden: Kunst ist ein Mittel zur Kommunikation mit Menschen, nicht ein Ziel in sich selbst. Dieses Leitprinzip definiert seine gesamte kreative Tätigkeit. Aus der Überzeugung heraus, dass menschliche Rede von musikalischen Gesetzen strikt kontrolliert wird (Virchow, Gervinus), sieht er bei musikalischen Tönen die Funktion der Kunst nicht so sehr in der Erzeugung von Gefühlen, sondern an erster Stelle von menschlicher Rede. In Anerkennung der Tatsache, dass im Bereich der Kunst nur Künstler-Reformatoren wie Palestrina, Bach, Gluck, Beethoven, Berlioz und Liszt die Gesetze der Kunst geschaffen haben, sind seiner Meinung nach diese Gesetze nicht unveränderlich, sondern können sich ändern und entwickeln, wie alles Andere in der inneren Welt des Menschen.“

## Werke (Auswahl)
Die meisten Werke Mussorgskis waren bei seinem Tode in unvollendetem Zustand und wurden nach seinem Tod durch seinen Freund Rimski-Korsakow bearbeitet und „korrigiert“, so die Oper Chowanschtschina. Das bedeutende Klavierwerk Bilder einer Ausstellung ist von mehreren anderen Komponisten orchestriert worden; die bekannteste Version stammt von Maurice Ravel.

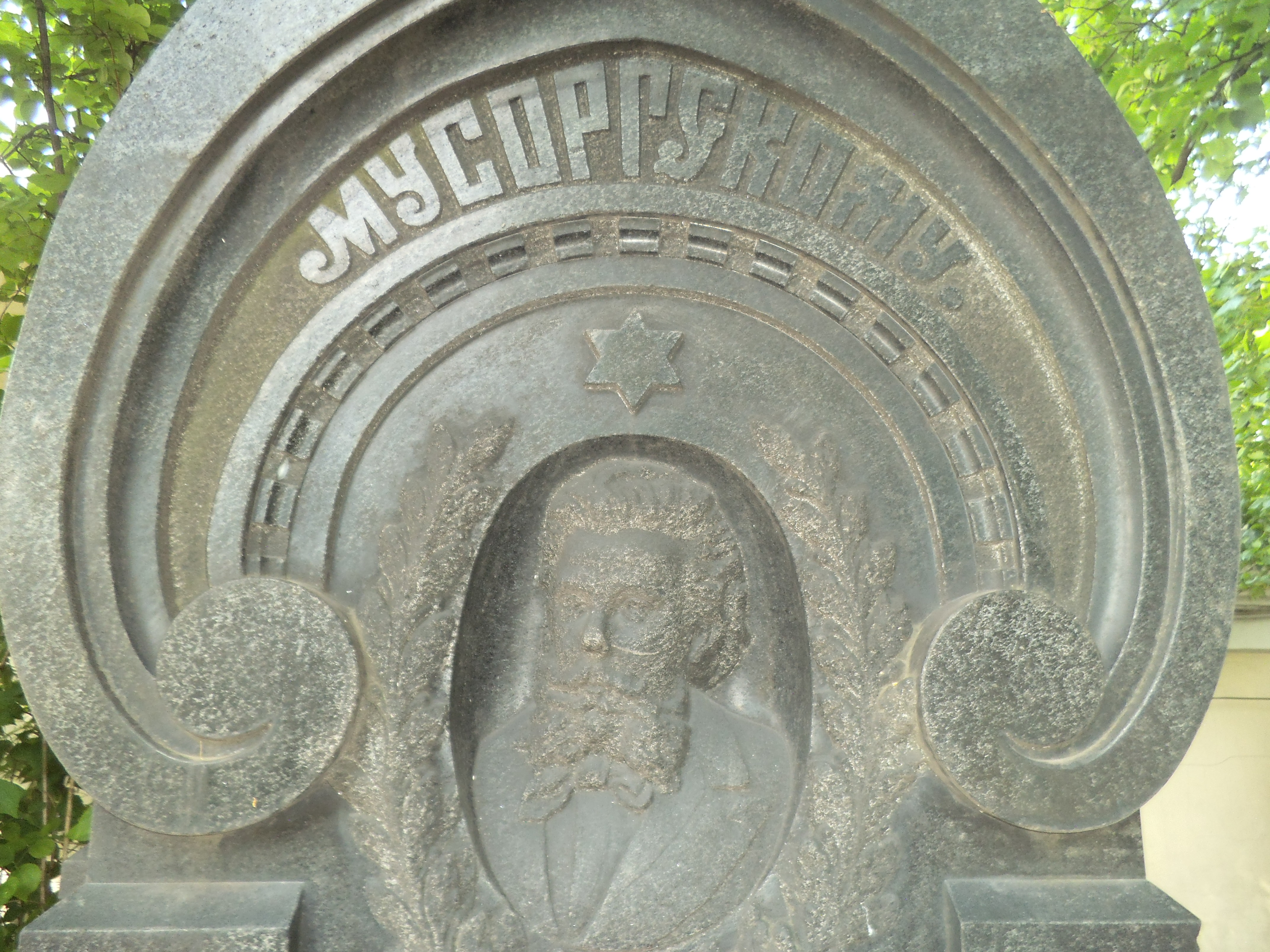
Grabstein auf dem Tichwiner Friedhof

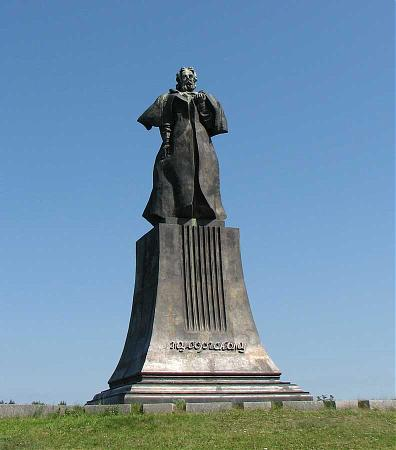
Mussorgski-Denkmal in Karewo (W. C. Dumanjan, 1989)

- Sinfonische Dichtung Eine Nacht auf dem kahlen Berge
- Opern
  - Chowanschtschina, 1959 verfilmt Chowanschtschina
  - Boris Godunow
  - Der Jahrmarkt von Sorotschinzy
  - Salammbô
  - Die Heirat
- Klavierzyklus Bilder einer Ausstellung
- Scherzo für Klavier, cis-Moll
- Klavierstück Die Näherin
- Meditation für Klavier
- insgesamt 65 Lieder
  - Liederzyklus Ohne Sonne
  - Liederzyklus Kinderstube
  - Liederzyklus Lieder und Tänze des Todes
  - Flohlied